# Liste de jeux vidéo Yū Yū Hakusho
Les jeux vidéo Yū Yū Hakusho forment une série de jeux vidéo adaptés du manga éponyme.

## Titres
- Yū Yū Hakusho : 1993 - Game Boy
- Yū Yū Hakusho Yamishōbu! Ankoku Bujutsu Kai : 1993 - NES
- Yū Yū Hakusho Dai-Ni-Dan: Ankoku Bujutsu Kai Hen : 1993 - Game Boy
- Yū Yū Hakusho : 1993 - Super Famicom
- Yū Yū Hakusho Gaiden MD : 1994 - Mega Drive
- Yū Yū Hakusho: Horobishi Mono no Gyakushū : 1994 - Game Gear
- Yū Yū Hakusho Dai-San-Dan: Makai no Tobira : 1994 - Game Boy
- Yū Yū Hakusho 2: Kakutō no Sho : 1994 - Super Famicom
- Yū Yū Hakusho: Makyō Tōitsusen : 1994 - Mega Drive
- Yū Yū Hakusho II: Gekitou! Shichi Kyō no Tatakai : 1994 - Game Gear
- Yū Yū Hakusho Dai-Yon-Dan: Makai Tōitsu Hen : 1994 - Game Boy
- Yū Yū Hakusho: Tokubetsu Hen : 1994 - Super Famicom
- Yū Yū Hakusho : 1994 - 3DO
- Yū Yū Hakusho Final: Makai Saikyō Retsuden : 1995 - Super Famicom
- Yū Yū Hakusho: Spirit Detective : 2003 - Game Boy Advance
- Yū Yū Hakusho: Dark Tournament : 2004 - PlayStation 2
- Yū Yū Hakusho: Tournament Tactics : 2004 - Game Boy Advance
- Yū Yū Hakusho Forever : 2005 - PlayStation 2
- Yū Yū Hakusho DS: Ankoku Bujutsu Kai Hen : 2006 - Nintendo DS
- The Battle of Yū Yū Hakusho: Shitō! Ankoku Bujutsu Kai : 2006 - Arcade, PlayStation 2
- Yū Yū Hakusho 100% Maji Battle : 2018 - iOS, Android